# Liparochrus sulcatus
Liparochrus sulcatus är en skalbaggsart som beskrevs av Xavier Montrouzier 1860. Liparochrus sulcatus ingår i släktet Liparochrus och familjen Hybosoridae. Inga underarter finns listade i Catalogue of Life.